# 许远
許遠（709年—757年），字令威，杭州盐官县（治所在今浙江省海宁市伊桥乡）人。唐朝地方官员。
安史之乱时为睢阳郡太守，与張巡死守睢阳城而知名。城破被送至洛阳，后被杀害。與張巡並稱「雙忠」，在中國各地被廣泛地奉祀為神，在閩南，泉州安溪人奉其為鄉土保護神之一。

## 生平
他是揚州大都督高陽恭公許敬宗的玄孫。父親是右羽林將軍许望。
開元年間進士，曾入劍南節度使幕府為從事，節度使章仇兼瓊，欲以女妻之，许远固辞，惹怒章仇兼瓊，被貶為高要尉。
天寶十四年（755年），爆發安史之亂，唐玄宗召許遠為睢阳郡太守，累加侍御史、本州防御使。後真源縣縣令張巡率兵三千人自寧陵入睢陽，與許遠合兵共六千八百餘人，許遠認為張巡軍事才能較高，主動將統帥權讓賢。

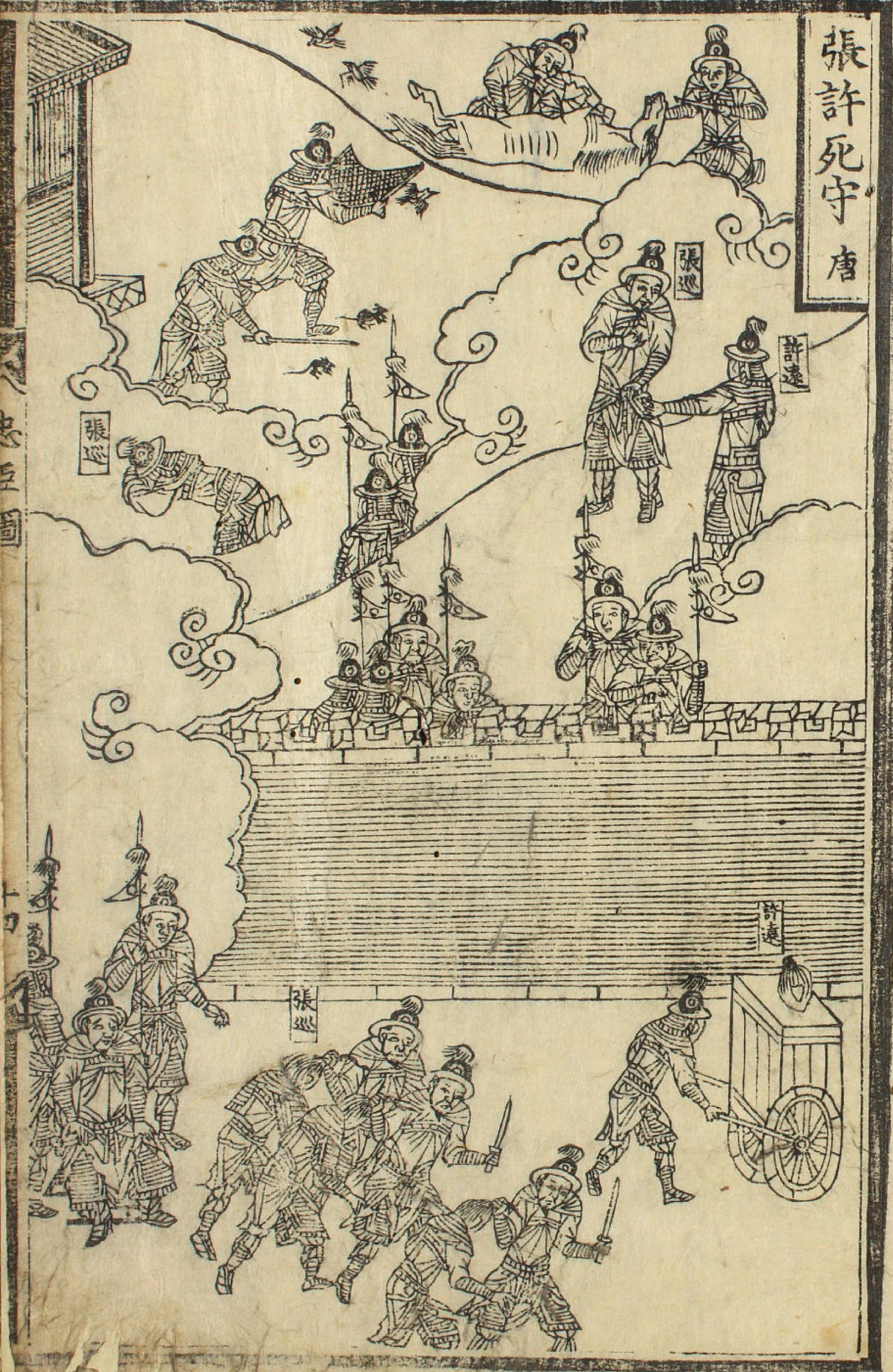
張巡、許遠死守睢陽

至德二載（757年）正月，遭安慶緒部尹子奇合兵十餘萬圍攻，他與張巡固守睢陽。堅持至十月，糧盡，羅雀掘鼠充飢，草紙、樹皮食盡，復殺老弱，食人肉。終因外援不至，城破被執，送至洛陽，与哥舒翰、程千里，俱囚之客省，後於安慶緒兵敗、渡河北走時慘遭殺害。
後詔贈荊州大都督，奉其圖像於凌煙閣。
長子許玫是婺州司馬兵部尚書，次子許現是金吾大將軍，三子許瓌是袁州刺史。

## 延伸阅读
[在维基数据编辑]
 《舊唐書·卷187下》，出自刘昫《舊唐書》
 《新唐書·卷192》，出自《新唐書》
 在维基共享资源阅览影像